# Anastrozol
Anastrozol, anastrozole – niesteroidowy lek selektywnie hamujący aromatyzację, zmniejszający wytwarzanie estrogenów. W wyniku jego działania dochodzi do spadku biosyntezy estrogenów w tkankach obwodowych, a tym samym obniżenia ich stężenia w osoczu, co hamuje rozwój nowotworów estrogenozależnych.

## Farmakokinetyka
Lek wchłania się szybko z przewodu pokarmowego, osiągając maksymalne stężenie w osoczu krwi po 2 godzinach. Wiązanie z białkami osocza zachodzi w 40%. Biologiczny okres półtrwania wynosi 40–50 godzin. Metabolizm anastrozolu przebiega w wątrobie.

## Badania kliniczne
W badaniu ATAC obejmującym kobiety chore na raka piersi wykazano, że grupa otrzymująca anastrozol miała lepsze wyniki kliniczne po 5 latach niż grupa otrzymująca tamoksyfen. W innym badaniu wykazano zmniejszenie nawrotów o 40% przy zastosowaniu anastrozolu, a także korzyści u kobiet z ujemnym wynikiem badania obecności receptorów estrogenowych, którym podawano anastrozol.

## Wskazania
- leczenie zaawansowanego raka sutka u kobiet po menopauzie
- leczenie uzupełniające wczesnego raka sutka u kobiet po menopauzie

## Przeciwwskazania
- nadwrażliwość na lek
- zaburzenia funkcji wątroby i nerek
- zespół złego wchłaniania
- okres przedmenopauzalny
- równoległe leczenie tamoksyfenem i estrogenem

## Działania niepożądane
- uderzenia gorąca
- ból głowy
- senność
- nudności
- wymioty
- biegunka
- reakcje alergiczne
- pokrzywka i anafilaksja

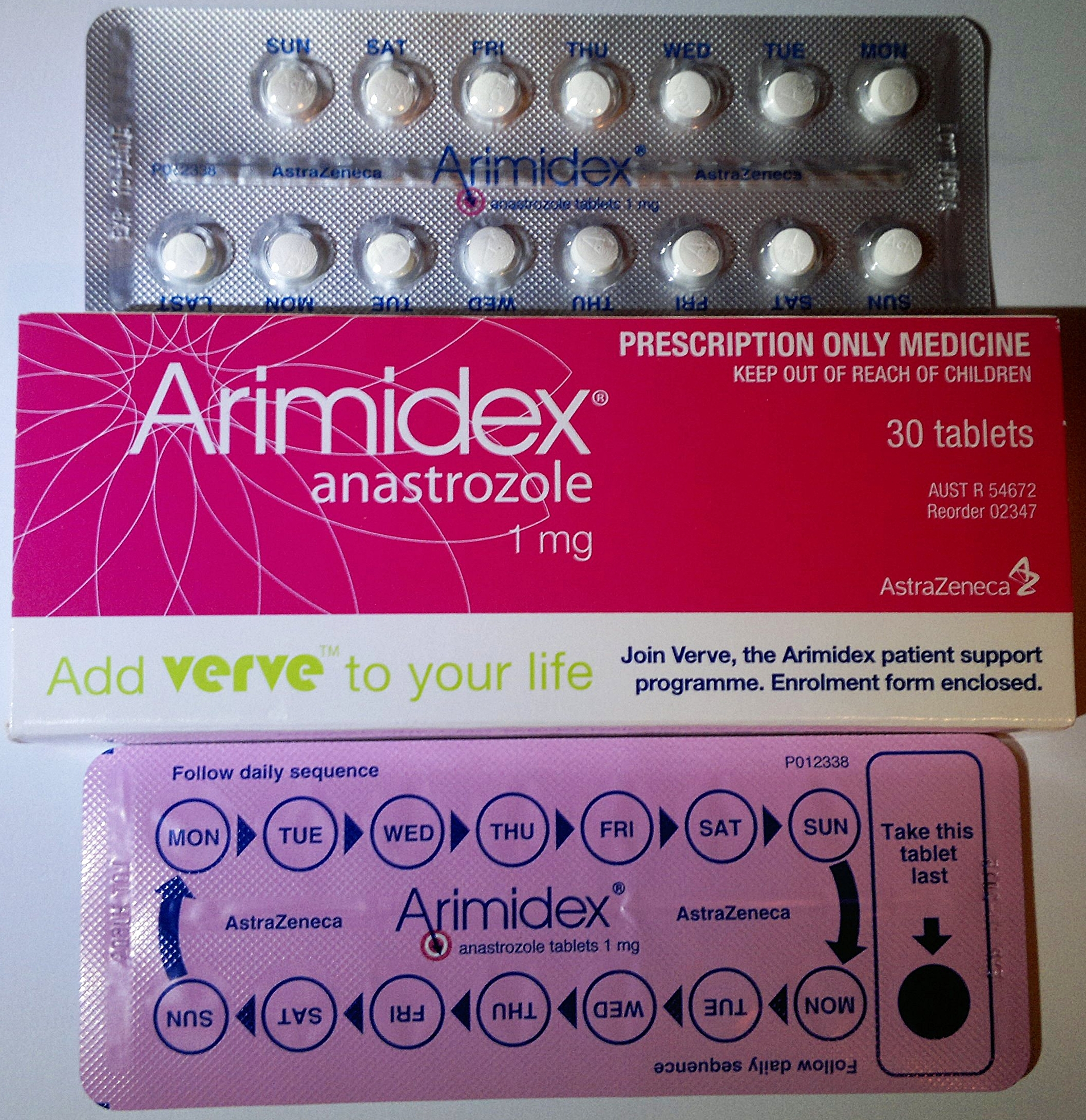
Arimidex (anastrozol) 1 mg tabletki

- zmiany w parametrach biochemicznych
- ból i sztywność stawów
- zaburzenia układu rozrodczego

## Dawkowanie
Dawkę oraz częstotliwość podawania leku ustala lekarz, zwykle 1 mg raz na dobę.

## Preparaty
- Arimidex i Atrozol – tabletki powlekane 1 mg

## Synteza

Schemat syntezy anastrozolu